# Эскуинапа-де-Идальго
Эскуинапа-де-Идальго (исп. Escuinapa de Idalgo) — город в Мексике, в штате Синалоа, входит в состав муниципалитета Эскуинапа и является его административным центром. Численность населения, по данным переписи 2010 года, составила 30 790 человек.

## История
Поселение было основано в доиспанскую эпоху под названием Искинапа. Первое упоминание относится к 1602 году, в котором говорится от 20 местных жителях.